# Cirrhilabrus johnsoni
Cirrhilabrus johnsoni är en fiskart som beskrevs av Randall, 1988. Cirrhilabrus johnsoni ingår i släktet Cirrhilabrus och familjen läppfiskar. IUCN kategoriserar arten globalt som livskraftig. Inga underarter finns listade i Catalogue of Life.